# Campionati del mondo di ciclocross 1996
I Campionati del mondo di ciclocross 1996 (en.: 1996 UCI Cyclo-cross World Championships) si sono svolti a Montreuil in Francia, dal 3 al 4 febbraio 1996.  
Sono state 3 le gare in programma, tutte maschili.

## Programma
Sabato 3 febbraio:
- Uomini Under-23
- Uomini junior

Domenica 4 febbraio:
- Uomini Elite

## Podi
| Eventi            | Oro                | Tempo  | Argento          | Tempo | Bronzo          | Tempo |
| Elite dettagli    | Adrie van der Poel | 56'12" | Daniele Pontoni  | s.t.  | Luca Bramati    | s.t.  |
| Under-23 dettagli | Miguel Martinez    | 46'57" | Patrick Blum     | s.t.  | Zdeněk Mlynář   | a 4"  |
| Junior dettagli   | Roman Peter        | 40'55" | Gaizka Lejarreta | a 49" | Grégory Lapalud | a 59" |

## Medagliere
| Pos.   | Nazione     | Oro | Argento | Bronzo | Totale |
| ------ | ----------- | --- | ------- | ------ | ------ |
| 1      | Svizzera    | 1   | 1       | 0      | 2      |
| 2      | Francia     | 1   | 0       | 1      | 2      |
| 3      | Paesi Bassi | 1   | 0       | 0      | 1      |
| 4      | Italia      | 0   | 1       | 1      | 2      |
| 5      | Spagna      | 0   | 1       | 0      | 1      |
| 6      | Rep. Ceca   | 0   | 0       | 1      | 1      |
| Totale | Totale      | 3   | 3       | 3      | 9      |